# Tibikoia silurica
Tibikoia silurica är en ringmaskart som beskrevs av Gottlieb Wilhelm Bischoff 1990. Tibikoia silurica ingår i släktet Tibikoia, klassen havsborstmaskar, fylumet ringmaskar och riket djur. Inga underarter finns listade i Catalogue of Life.